# المحجوب بن الصديق
المحجوب بن الصديق (ولد في 20 فبراير 1922 مكناس - توفي 17 سبتمبر 2010) كان نقابيا مغربيا. والزعيم التاريخي المؤسس للاتحاد المغربي للشغل الذي ترأسه منذ إنشائه عام 1955 حتى وفاته في سبتمبر 2010.

## روابط خارجية
- المحجوب بن الصديق على موقع مونزينجر (الألمانية)